# Нові Ключі (Чаїнський район)
Нові Ключі́ (рос. Новые Ключи) — селище у складі Чаїнського району Томської області, Росія. Входить до складу Усть-Бакчарського сільського поселення.

## Населення
Населення — 423 особи (2010; 352 у 2002).
Національний склад (станом на 2002 рік):
- росіяни — 88 %